# Max Stiepl
Maximillian ("Max") Stiepl (23 maart 1914 – 27 augustus 1992) was een Oostenrijks schaatser.
Max Stiepl stond op alle drie types internationale schaatskampioenschappen die in zijn tijd werden georganiseerd eenmaal op het erepodium. Bij zijn acht deelnames aan de Europese kampioenschappen stond hij bij zijn internationale debuut op de tweede tree van het podium bij het EK Allround in 1934 in Hamar, mede door zijn wereldrecord op de 5000 meter.
Stiepl nam tweemaal deel aan de Olympische Winterspelen (in 1936 en 1948). Bij zijn eerste deelname op de Winterspelen van 1936 in Garmisch-Partenkirchen veroverde hij zijn tweede medaille, brons op de 10.000 meter. Dit was de eerste Oostenrijkse medaille bij de schaatswedstrijden op de Olympische Spelen.
Zijn derde medaille won hij bij de Wereldkampioenschappen Allround waar hij zeven keer aan deelnam. Op het WK Allround van 1937 op de IJsbaan van Davos won hij ook de bronzen medaille. Dit was de eerste Oostenrijkse medaille bij de Wereldkampioenschappen allround.
Vanwege de Tweede Wereldoorlog waren er geen internationale schaatskampioenschappen, maar ook na 1945 nam Stiepl nog deel aan de wedstrijden. In 1951 deed hij nog op 36-jarige leeftijd mee aan het WK Allround in Davos, maar de afsluitende 10.000 meter haalde hij niet.

## Records

### Persoonlijk records
| Afstand      | Tijd    | Datum            | Baan  |
| ------------ | ------- | ---------------- | ----- |
| 500 meter    | 44,9    | 5 februari 1938  | Davos |
| 1500 meter   | 2.18,8  | 6 februari 1938  | Davos |
| 3000 meter   | 4.53,6  | 22 januari 1938  | Oslo  |
| 5000 meter   | 8.18,9  | 3 februari 1934  | Hamar |
| 10.000 meter | 17.25,3 | 14 februari 1937 | Oslo  |

### Wereldrecords
| Nr. | Afstand    | Tijd   | Datum           | Baan  |
| --- | ---------- | ------ | --------------- | ----- |
| 1.  | 5000 meter | 8.18,9 | 3 februari 1934 | Hamar |

#### Wereldrecords laaglandbaan (officieus)
| Nr. | Afstand    | Tijd   | Datum           | Baan  |
| --- | ---------- | ------ | --------------- | ----- |
| 1.  | 5000 meter | 8.18,9 | 3 februari 1934 | Hamar |

## Resultaten
| Jaar | EK Allround | WK Allround | Olympische Spelen               |
| ---- | ----------- | ----------- | ------------------------------- |
| 1934 | Zilver      | 4e          |                                 |
| 1935 | 4e          | 8e          |                                 |
| 1936 | 4e          | 6e          | 5e 1500m · 5e 5000m · 10.000m   |
| 1937 | 6e          | Brons       |                                 |
| 1938 | 4e          | NF4         |                                 |
| 1939 | 10e         | 9e          |                                 |
| 1947 |             |             |                                 |
| 1948 | NC27        |             | 38e 1500m 24e 5000m 10e 10.000m |
| 1949 | NC19        |             |                                 |
| 1950 |             |             |                                 |
| 1951 |             | NC28        |                                 |

NF# = niet gefinisht op #afstand

### Medaillespiegel
| Kampioenschap     | Goud · | Zilver · | Brons · |
| ----------------- | ------ | -------- | ------- |
| EK Allround       | 0      | 1        | 0       |
| WK Allround       | 0      | 0        | 1       |
| Olympische Spelen | 0      | 0        | 1       |